# Zubrewicze (obwód miński)
Zubrewicze (także Żubrewicze i Żubrowicze; biał. Зубрэвічы, Zubrewiczy; ros. Зубревичи, Zubriewiczi) – wieś na Białorusi, w obwodzie mińskim, w rejonie dzierżyńskim, w sielsowiecie Niehorele.

## Historia
Dawniej majątek ziemski (folwark). W Rzeczypospolitej Obojga Narodów leżały w województwie mińskim, w powiecie mińskim. Wchodziły w skład hrabstwa kojdanowskiego Radziwiłłów. Odpadły od Rzeczypospolitej w 1793 w wyniku II rozbioru.
W XIX i w początkach XX w. położone były w Rosji, w guberni mińskiej, w powiecie mińskim, w gminie Kojdanów. W tym okresie należały kolejno do Rzewuskich, Maszewskich i Czapskich.
Po I wojnie światowej pod administracją polską, w Zarządzie Cywilnym Ziem Wschodnich, w okręgu mińskim, w powiecie mińskim, w gminie Kojdanów.
W wyniku postanowień traktatu ryskiego znalazły się w granicach Związku Sowieckiego. Od 1991 w niepodległej Białorusi.